# العلاقات الصومالية الزامبية
العلاقات الصومالية الزامبية هي العلاقات الثنائية التي تجمع بين الصومال وزامبيا.

## مقارنة بين البلدين
هذه مقارنة عامة ومرجعية للدولتين:
| وجه المقارنة                                              | الصومال                        | زامبيا                         |
| --------------------------------------------------------- | ------------------------------ | ------------------------------ |
| المساحة (كم2)                                             | 637.66 ألف                     | 752.62 ألف                     |
| عدد السكان (نسمة)                                         | 14.74 مليون                    | 17.09 مليون                    |
| الكثافة السكانية (ن./كم²)                                 | 23.12                          | 22.71                          |
| العاصمة                                                   | مقديشو                         | لوساكا                         |
| اللغة الرسمية                                             | اللغة الصومالية، اللغة العربية | لغة إنجليزية                   |
| العملة                                                    | شلن صومالي                     | كواشا زامبي، كواشا زامبي قديم ‏ |
| الناتج المحلي الإجمالي (بليون دولار)                      | 7.37 مليار                     | 25.81 مليار                    |
| الناتج المحلي الإجمالي (تعادل القوة الشرائية) بليون دولار |                                | 62.18 مليار                    |
| الناتج المحلي الإجمالي الاسمي للفرد دولار أمريكي          | 549                            | 1.30 ألف                       |
| الناتج المحلي الإجمالي للفرد دولار أمريكي                 |                                | 3.90 ألف                       |
| مؤشر التنمية البشرية                                      |                                | 0.586                          |
| رمز المكالمات الدولي                                      | +252                           | +260                           |
| رمز الإنترنت                                              | .so                            | .zm                            |
| المنطقة الزمنية                                           | ت ع م+03:00                    | ت ع م+02:00                    |

## منظمات دولية مشتركة
يشترك البلدان في عضوية مجموعة من المنظمات الدولية، منها:
| علم المنظمة | اسم المنظمة                                 | تاريخ انضمام الصومال | تاريخ انضمام زامبيا |
| ----------- | ------------------------------------------- | -------------------- | ------------------- |
|             | الاتحاد البريدي العالمي                     | ?                    | ?                   |
|             | يونسكو                                      | 15 نوفمبر 1960       | 9 نوفمبر 1964       |
|             | البنك الدولي للإنشاء والتعمير               | 31 أغسطس 1962        | 23 سبتمبر 1965      |
|             | البنك الإفريقي للتنمية                      | ?                    | ?                   |
|             | الاتحاد الدولي للاتصالات                    | 28 سبتمبر 1962       | 23 أغسطس 1965       |
|             | منظمة الشرطة الجنائية الدولية               | ?                    | ?                   |
|             | مؤسسة التمويل الدولية                       | 31 أغسطس 1962        | 23 سبتمبر 1965      |
|             | الأمم المتحدة                               | 20 سبتمبر 1960       | 1 ديسمبر 1964       |
|             | الاتحاد الأفريقي                            | ?                    | ?                   |
|             | مجموعة دول أفريقيا والكاريبي والمحيط الهادئ | ?                    | ?                   |
|             | مؤسسة التنمية الدولية                       | 31 أغسطس 1962        | 23 سبتمبر 1965      |
|             | منظمة حظر الأسلحة الكيميائية                | ?                    | ?                   |
|             | المركز الدولي لتسوية المنازعات الاستشارية   | 30 مارس 1968         | 17 يوليو 1970       |

## وصلات خارجية
- موقع وزارة الخارجية الصومالية